# Хрущов Олексій Степанович
Олексій Степанович Хрущов (нар. 12 березня 1982, Кишинів) – молдовський шахіст і суддя міжнародного класу (Арбітр ФІДЕ від 2009 року), гросмейстер від 2007 року.

## Шахова кар'єра
Між 1997 і 2000 роками кілька разів представляв Молдову на чемпіонатах світу і Європи серед юніорів у різних вікових категоріях. Також чотири рази (2000-2008 роки) брав участь у шахових олімпіадах. 2003 року здобув бронзову медаль чемпіонату Молдови, а у 2004 році став чемпіоном країни.
Гросмейстерські норми виконав у Москві (двічі, 2004 – поділив 1-місце разом з Олександром Крапівіним і 2006 – меморіал Юхима Геллера, поділив 3-тє місце позаду Фарруха Амонатова і Володимира Афромєєва, разом з Євгеном Воробйовим) і Тулі (2006, поділив 1-місце разом з Руфатом Багіровим, Олександром Злочевським і Георгієм Кастаньєдою).
Досягнув низки успіхів на інших турнірах, зокрема, посів 2-ге місце в Ефоріє (1999, позаду Лівіу-Дітера Нісіпяну), поділив 1-ше місце у Кишиневі (2001, разом з Вадимом Черновим), посів 1-ше місце в Серпухові (2004), посів 1-ше місце у Володарську (2007), посів 1-ше місце у Москві (2007), поділив 2-ге місце в Челябінську (2008, позаду Рустама Хуснутдінова, разом з Павлом Гнусарєвим) і поділив 2-ге місце в Петергофі (двічі 2008 року, позаду Олександра Шиманова, разом з Максимом Матлаковим і позаду Дениса Євсєєва).
Найвищий рейтинг Ело в кар'єрі мав станом на 1 квітня 2008 року, досягнувши 2514 очок займав тоді 4-те місце серед молдовських шахістів.

## Зміни рейтингу
| На цьому місці має відображатися графік чи діаграма, однак з технічних причин його відображення наразі вимкнено. Будь ласка, не видаляйте код, який викликає це повідомлення. Розробники вже працюють для того, щоби відновити штатне функціонування цього графіка або діаграми. | |
| | На цьому місці має відображатися графік чи діаграма, однак з технічних причин його відображення наразі вимкнено. Будь ласка, не видаляйте код, який викликає це повідомлення. Розробники вже працюють для того, щоби відновити штатне функціонування цього графіка або діаграми. |